# Donald, ramenez-le vivant
Pour plus de détails, voir Fiche technique et Distribution.
Donald, ramenez-le vivant (titre original : Frank Duck brings 'em back Alive) est un film américain réalisé par Jack Hannah, sorti le 1er novembre ou 11 novembre 1946. 
Produit par Walt Disney, ce dessin animé de la série des Donald Duck et Dingo est distribué par RKO Radio Pictures.

## Synopsis
Donald est dans la jungle à la recherche d'un homme talentueux et découvre Dingo, sorte de tarzan local...

## Fiche technique
- Titre original : Frank Duck brings 'em back Alive
- Titre français : Donald, ramenez-le vivant[1]
- Série : Donald Duck et Dingo
- Réalisateur : Jack Hannah
- Scénario : Dick Kinney
- Animateur : Al Coe, Andy Engman, Hugh Fraser, Jim Moore
- Layout : Yale Gracey
- Décors : Thelma Witmer
- Musique : Oliver Wallace
- Voix : Clarence Nash (Donald) et Pinto Colvig (Dingo)
- Producteur : Walt Disney
- Société de production : Walt Disney Productions
- Société de distribution : RKO Radio Pictures
- Pays d'origine :  États-Unis
- Langue : Anglais américain
- Format : couleur (Technicolor) — Son : Mono (RCA Photophone)
- Durée : 8 min
- Dates de sortie : 1er novembre[2] ou 11 novembre[3] 1946

## Voix françaises
- Sylvain Caruso : Donald Duck

## Titre en différentes langues
D'après IMDb :
- Suède : Långben som Tarzan et  Kalle Anka i urskogen